# علی‌آباد (شیرز)
علی‌آباد یک روستا در ایران است که در دهستان شیرز شهرستان هرسین واقع شده‌است. علی‌آباد ۱۵۴ نفر جمعیت دارد.

## جمعیت
این روستا در بخش بیستون قرار دارد و براساس سرشماری مرکز آمار ایران در سال ۱۳۸۵، جمعیت آن ۱۵۴ نفر (۳۸ خانوار) بوده‌است.